# Louis Le Fur
Pour les articles homonymes, voir Le Fur.
Louis Le Fur, né en 1870, mort en 1943, est un juriste français. Il est professeur à la faculté de droit de l'université de Paris.
Il est surtout connu pour sa thèse de doctorat intitulée État fédéral et confédération d'États.
Il est le frère du docteur René Le Fur.
Politiquement marqué à droite, Louis Le Fur est en outre un internationaliste et un spécialiste du droit international public. Catholique, il promeut « un droit des gens fondé sur le droit naturel [...] dans le cadre des Semaines sociales ou des Congrès des Jurisconsultes catholiques ».
Le maréchal Pétain songea à le nommer au conseil d'administration de l'Institut d'études corporatives de la faculté de droit de Paris. Ami du cardinal Alfred Baudrillart, il se compromet durant la Seconde Guerre mondiale en collaborant avec le périodique Je suis partout et en dirigeant la section juridique du Groupe Collaboration.

## Distinctions
- Chevalier de la Légion d'honneur (1917).

## Œuvres

### Auteur
- Louis Le Fur, État fédéral et confédération d'États, Paris, Marchal et Billard, 1896, XVII-839 p.
- Louis Le Fur, Les Accords du Latran
- Louis Le Fur, Éléments de droit international public
- Louis Le Fur, Étude sur la guerre hispano-américaine de 1898 : envisagée au point de vue du droit international public, 1899 sur manioc.org
- Louis Le Fur, Contribution des théologiens au droit international moderne
- Louis Le Fur, Races, nationalités, états, Félix Alcan, 1922, 156 p.

### Préfacier
- Préface à Georges Gurvitch, L'idée du droit social : notion et système du droit social, histoire doctrinale depuis le XVIIe siècle jusqu'à la fin du XIXe siècle, Paris, Sirey, IV-710 p.
- Préface à Joseph Thomas Delos, La société internationale et les principes du droit public, Paris, A. Pedone, 1929, XX-343 p.
- Préface à Marcel de La Bigne de Villeneuve, Traité général de l'État : essai d'une théorie réaliste de droit politique, Paris, Sirey, 1929, XXXII-627 p.